# Mercenaires (jeu de rôle)
 (février 2022).
Si vous disposez d'ouvrages ou d'articles de référence ou si vous connaissez des sites web de qualité traitant du thème abordé ici, merci de compléter l'article en donnant les références utiles à sa vérifiabilité et en les liant à la section « Notes et références ».
Pour les articles homonymes, voir Mercenaires.
Mercenaires est un jeu de rôle français contemporain, écrit par François Perrinel et publié en 1991 par FLEO éditions.
Le jeu propose avant tout de jouer des mercenaires de nos jours, dans une ambiance qui se veut réaliste. Il est également possible de jouer d'autres types de personnages contemporains : policiers, médecins appartenant à une ONG, détectives privés…
En plus du livret de règles de 108 pages, cinq suppléments de 40 pages chacun sont parus en 1991 et 1992, chacun contenant à la fois règles optionnelles, aides de jeu, listes de matériel et scénarios.
- La Valise bleue contient un scénario, de nouvelles armes, une description de la France et de l'Italie, une feuille de personnage et des portraits pour personnages-joueurs.
- Les Premiers pas contient un scénario et des aides de jeu sur Interpol, les États-Unis d'Amérique, le trafic d'armes, les détectives privés, la pègre et les ONG.
- Opération aigle blanc contient un scénario, une description de la Pologne, et des règles sur les gilets pare-balles.
- Opération triangle contient un scénario, une description de l'Asie du Sud-Est, et des règles sur les avions et lance-roquettes.
- L'Écran est fourni avec un livret de 32 pages qui contient deux scénarios, des règles additionnelles, et une description de la Libye.